# Campeonato Juvenil de la AFC 1974
El Campeonato Juvenil de la AFC 1974 se jugó del 14 al 30 de abril en Bangkok, Tailandia y contó con la participación de 16 selecciones juveniles de Asia.
India empató en la final con el campeón de la edición anterior Irán para ganar el título por primera vez y ambos compartieron el título del torneo.

## Participantes
| - Brunéi - Myanmar - Hong Kong - India - Irán - Vietnam del Sur | - Japón - Camboya - Laos - Malasia - Nepal | - Filipinas - Singapur - Corea del Sur - Taiwán - Tailandia (anfitrión) |

## Fase de grupos

### Grupo A
| País            | J | G | E | P | GF | GC | GD  | PTS |
| --------------- | - | - | - | - | -- | -- | --- | --- |
| Irán            | 3 | 3 | 0 | 0 | 10 | 0  | +10 | 6   |
| Singapur        | 3 | 2 | 0 | 1 | 5  | 1  | +4  | 4   |
| Vietnam del Sur | 3 | 1 | 0 | 2 | 1  | 8  | -7  | 2   |
| Filipinas       | 3 | 0 | 0 | 3 | 0  | 7  | -7  | 0   |

| Equipo 1        | Resultado | Equipo 2        |
| --------------- | --------- | --------------- |
| Irán            | 1-0       | Singapur        |
| Vietnam del Sur | 1-0       | Filipinas       |
| Filipinas       | 0-5       | Irán            |
| Singapur        | 1-0       | Filipinas       |
| Irán            | 4-0       | Vietnam del Sur |
| Vietnam del Sur | 0-4       | Singapur        |

### Grupo B
| País      | J | G | E | P | GF | GC | GD | PTS |
| --------- | - | - | - | - | -- | -- | -- | --- |
| India     | 3 | 2 | 1 | 0 | 4  | 2  | +2 | 5   |
| Hong Kong | 3 | 0 | 3 | 0 | 3  | 3  | 0  | 3   |
| Birmania  | 3 | 1 | 1 | 1 | 2  | 2  | 0  | 3   |
| Laos      | 3 | 0 | 1 | 2 | 2  | 4  | -2 | 1   |

| Equipo 1  | Resultado | Equipo 2  |
| --------- | --------- | --------- |
| Hong Kong | 1-1       | Laos      |
| Laos      | 0-3       | India     |
| Hong Kong | 0-0       | Birmania  |
| Birmania  | 0-1       | India     |
| India     | 2-2       | Hong Kong |
| Laos      | 1-2       | Birmania  |

### Grupo C
| País            | J | G | E | P | GF | GC | GD | PTS |
| --------------- | - | - | - | - | -- | -- | -- | --- |
| Corea del Sur   | 3 | 3 | 0 | 0 | 7  | 2  | +5 | 6   |
| Malasia         | 3 | 2 | 0 | 1 | 5  | 5  | 0  | 4   |
| República Jemer | 3 | 1 | 0 | 2 | 7  | 6  | +1 | 2   |
| Nepal           | 3 | 0 | 0 | 3 | 4  | 10 | -6 | 0   |

| Equipo 1        | Resultado | Equipo 2        |
| --------------- | --------- | --------------- |
| Malasia         | 2-1       | República Jemer |
| Nepal           | 1-2       | Corea del Sur   |
| República Jemer | 6-2       | Nepal           |
| Corea del Sur   | 2-0       | República Jemer |
| Nepal           | 1-2       | Malasia         |
| Malasia         | 1-3       | Corea del Sur   |

### Grupo D
| País      | J | G | E | P | GF | GC | GD  | PTS |
| --------- | - | - | - | - | -- | -- | --- | --- |
| Tailandia | 3 | 3 | 0 | 0 | 11 | 0  | +11 | 6   |
| Japón     | 3 | 2 | 0 | 1 | 8  | 2  | +6  | 4   |
| Taiwán    | 3 | 1 | 0 | 2 | 3  | 4  | -1  | 2   |
| Brunéi    | 3 | 0 | 0 | 3 | 1  | 17 | -16 | 0   |

| Equipo 1  | Resultado | Equipo 2  |
| --------- | --------- | --------- |
| Brunéi    | 0-7       | Tailandia |
| Japón     | 1-0       | Taiwán    |
| Taiwán    | 0-3       | Tailandia |
| Japón     | 7-1       | Brunéi    |
| Tailandia | 1-0       | Japón     |
| Brunéi    | 0-3       | Taiwán    |

## Fase final

### Cuartos de final
| Equipo 1 | Resultado   | Equipo 2      |
| -------- | ----------- | ------------- |
| India    | 1-1 (4-1 p) | Singapur      |
| Malasia  | 0-2         | Tailandia     |
| Irán     | 3-0         | Hong Kong     |
| Japón    | 1-2         | Corea del Sur |

### Semifinales
| Equipo 1  | Resultado | Equipo 2      |
| --------- | --------- | ------------- |
| Tailandia | 1-2       | India         |
| Irán      | 3-0       | Corea del Sur |

### Tercer lugar
| Equipo 1  | Resultado | Equipo 2      |
| --------- | --------- | ------------- |
| Tailandia | 1-2       | Corea del Sur |

### Final
| Equipo 1 | Resultado | Equipo 2 |
| -------- | --------- | -------- |
| India    | 2-2       | Irán     |

## Campeón
| Campeonato Juvenil de la AFC 1974 | Campeonato Juvenil de la AFC 1974 |
| --------------------------------- | --------------------------------- |
| Bandera de la India               | Bandera de Irán                   |
| India 1º Título                   | Irán 2º Título                    |